# Živko Živković
Živko Živković (em sérvio: Живко Живковић; Užice, 14 de abril de 1989) é um futebolista profissional sérvio que atua como goleiro. Atualmente, joga no PAOK.

## Carreira

### Clubes
Živko começou a carreira no Sloboda Užice. Em 2005, ele se transferiu para o Partizan. Em 2016, Živko foi contratado pelo Xanthi FC.

### Internacional
Živko atuou em apenas um jogo oficial pela seleção sub-21 de seu país.

## Títulos
Partizan
- Superliga Sérvia: 2007–08, 2010–11, 2012–13, 2014–15
- Copa da Sérvia: 2007–08, 2010–11